# إيتون (جورجيا)
إيتون (بالإنجليزية: Eton, Georgia) هي بلدة تقع في مقاطعة موري، جورجيا بولاية جورجيا في الولايات المتحدة. تبلغ مساحتها 1.1 (كم²)، وترتفع عن سطح البحر 228 م، بلغ عدد سكانها 910 نسمة في عام 2010 حسب إحصاء مكتب تعداد الولايات المتحدة وتصل الكثافة السكانية فيها 290 نسمة/كم2.

## وصلات خارجية
- The US50 - Cities and Towns in Georgia State
- Georgia Cities and Towns, Facts, Map, Flag, Colleges, Government, and More